# Combustie în buclă chimică
Combustia în buclă chimică (în engleză chemical looping combustion) este un proces de ardere a unui combustibil pe bază de hidrocarburi, care este împărțit în două reacții, una de oxidare și alta  de reducere, și unde este folosit un oxid metalic pentru a transporta oxigenul între cele două reactoare.
Acest procedeu chimic folosește recircularea produselor arderii (în special dioxid de carbon) pentru minimizarea poluării produse de arderea combustibililor.